# フランシス・ムレイ
フランシス・ムレイ（Francis Mourey、1980年12月8日 - ）は、フランス、シャゾ出身の自転車競技（ロードレース）及びシクロクロス選手。

## 来歴
2002年
- ツール・ド・コルス 総合優勝

2003年
- ツール・ド・コルス 総合優勝

2005年
- フランス選手権・シクロクロス 優勝

2006年
- シクロクロス世界選手権 3位

2007年
- フランス選手権・シクロクロス 優勝

2008年
- フランス選手権・シクロクロス 優勝

2009年
- フランス選手権・シクロクロス 優勝

2010年
- フランス選手権・シクロクロス 優勝

2011年
- フランス選手権・シクロクロス 優勝

2013年
- フランス選手権・シクロクロス 優勝
- トロ・ブロ・レオン 優勝
- ジロ・デ・イタリア 総合20位